# Parepisparis humboldti
Parepisparis humboldti là một loài bướm đêm trong họ Geometridae.